# Francisco Xavier do Amaral

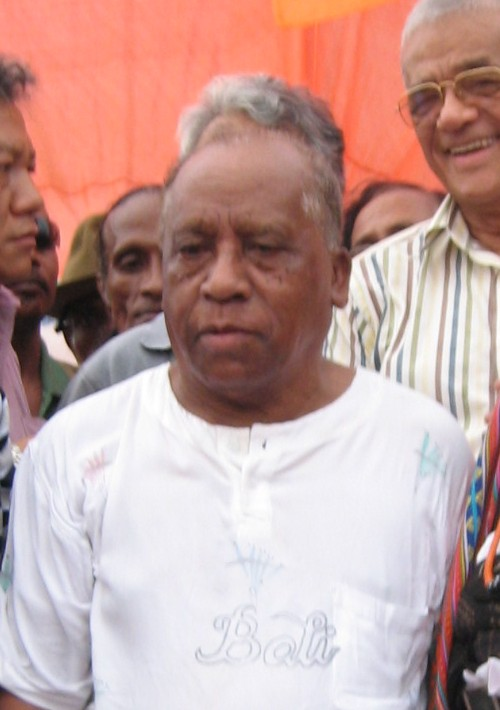
Francisco Xavier do Amaral auf einer Wahlveranstaltung 2007

Francisco Xavier do Amaral (* 1937 in Turiscai, Portugiesisch-Timor; † 6. März 2012 in Dili, Osttimor) war ein osttimoresischer Politiker und der Gründungspräsident der FRETILIN (Frente Revolucionária de Timor-Leste Independente), deren erster Vorsitzender er war. Er gehörte zur ethnolinguistischen Gruppe der Mambai. Das genaue Geburtsdatum von Amaral ist nicht bekannt. Seinen Geburtstag feierte er am 3. Dezember.

## Werdegang
Amaral wurde als ältester Sohn eines Liurais geboren, eines timoresischen Herrschers, der bis zur Invasion der Japaner 1942 über sein Kleinreich herrschte. Das genaue Geburtsdatum ist nicht bekannt. Zwei Jahre ging er in Dili zur Schule, wechselte dann bis zu seinem 14. Lebensjahr an das Seminar der Mission in Soibada. Sein fünftes Schuljahr absolvierte Amaral am Priesterseminar Nossa Senhora da Fatima in Dare. Ab 1956 erhielt er eine Ausbildung am Jesuitenseminar São José in Macau, studierte sieben Jahre lang Philosophie und Theologie und qualifizierte sich, Priester zu werden. Im Alter von 28 Jahren kehrte Amaral nach Dili zurück. Er unterrichtete zunächst an der Schule der Salesianer, gründete aber im darauffolgenden Jahr eine eigene Schule, an der er Portugiesische Literatur und Latein unterrichtete. Außerdem gründete er die União Desportiva e Recreativa de Díli, wo timoresische Schüler Sport treiben konnten. 1963 begann Amaral beim Zollhaus in Dili zu arbeiten. Er wurde zu einem bekannten politischen Aktivisten und Intellektuellen. Zusammen mit Nicolau Lobato und José Ramos-Horta gründete Amaral am 20. Mai 1974 die Associação Social Democrática Timorense (ASDT), die am 11. September in FRETILIN umbenannt wurde. Im selben Jahr besuchte Amaral als Präsident der FRETILIN die FRELIMO, die Unabhängigkeitsbewegung in Mosambik.
Am 28. November 1975 rief Amaral die Unabhängigkeit Osttimors von Portugal aus und wurde als erster Präsident des Landes vereidigt. Doch bereits am 7. Dezember musste er nach der indonesischen Invasion in die Berge fliehen. Innerhalb der FRETILIN wuchsen die Spannungen zwischen dem sozialdemokratisch orientierten und dem marxistischen Flügel. Amaral galt politisch als eher konservativ. Am 7. September 1977 wurde Amaral wegen Meinungsverschiedenheiten über das Vorgehen gegen die indonesische Besatzung von der FRETILIN verhaftet und am 14. September für abgesetzt erklärt. Nicolau Lobato wurde zwei Monate später zu seinem Nachfolger als Präsident und Parteiführer bestimmt. Das FRETILIN-Zentralkomitee warf ihm Hochverrat vor, weil er auf lokaler Ebene über Truppenreduzierung und Waffenstillstand verhandelt hatte, um die Bevölkerung seiner Heimat Turiscai vor Gräueltaten der indonesischen Armee zu schützen. FRETILIN-Mitglieder nahmen ihn gefangen. Amaral wurde aufgrund der Gefechte mit dem indonesischen Militär oft verlegt. Im August 1978 ließ man ihn in Remexio zurück, als seine Bewacher in einen Hinterhalt gerieten, und er wurde prompt von indonesischen Streitkräften gefangen genommen. Amaral kam unter Hausarrest und arbeitete im Heim des indonesischen Generals Dading Kalbuadi, der für Osttimor zuständig war, zuerst in Bali, ab 1983 in Jakarta. Hier kümmerte er sich um die Orchideen und Pferde des Generals. Gelegentlich wurde Amaral für Propagandazwecke der Öffentlichkeit präsentiert, so wurde er 1979 zum stellvertretenden Gouverneur Timor Timurs ernannt, wie Osttimor von Indonesien als Provinz genannt wurde. 1993 erschien Amaral bei von Indonesien organisierten Gesprächen in Cambridge. Man wollte so Versuche der Vereinten Nationen ausbremsen, die den Osttimor-Konflikt lösen wollten. 1995 erlaubten die Kinder Kalbuadis, dass Amaral das Haus verlassen durfte. Er wurde in einer kleinen Hütte in Jakarta untergebracht. Nach dem Rücktritt des indonesischen Diktators Suharto wurde 1999 auf internationalen Druck hin ein Unabhängigkeitsreferendum durchgeführt. Die Bevölkerung sprach sich für die Unabhängigkeit aus. Im Februar 2000 kehrte Amaral nach Osttimor zurück.
Von der FRETILIN wurde Amaral rehabilitiert, aber 2001 gründete er die konservative Associação Social-Democrata de Timor (ASDT), die bewusst den alten Namen der FRETILIN aufgriff. Am 30. August 2001 wurde Amaral für die ASDT, deren Vorsitz er innehatte, in die verfassunggebende Versammlung gewählt, das heutige Nationalparlament Osttimors. Die größte Unterstützung erhielt die ASDT in der Heimat Amarals, unter den Mambai im damaligen Distrikt Manufahi. Nach den Wahlen 2007 verzichtete er zunächst auf seinen Sitz im Parlament, ersetzte aber ab 2009 den ausscheidenden José Manuel Carrascalão, bis er selbst von Clarinha Alves abgelöst wurde.
Im April 2002 kandidierte Amaral bei der Präsidentschaftswahl gegen Xanana Gusmão, verlor aber deutlich. Er erhielt nur 17,3 % der Stimmen. Während des Wahlkampfes erklärte Amaral, dass er eine Niederlage gegen Gusmão erwarte, es aber für wichtig halte, die Stärke der osttimoresischen Demokratie vorzuführen, indem Gusmão einen Gegenkandidaten habe. Bei der Präsidentenwahl 2007 trat Amaral erneut an, kam aber nur auf 14,39 % und schied damit schon nach der ersten Runde der Wahl aus. Zusammen mit dem Drittplatzierten Fernando de Araújo und der Kandidatin Lúcia Lobato legte er vor dem Tribunal de Recurso de Timor-Leste (deutsch Berufungsgericht Osttimors) aufgrund verschiedener Unregelmäßigkeiten Einspruch gegen das Ergebnis ein, scheiterte aber damit. Auch zu den Präsidentschaftswahlen 2012 ließ sich Amaral aufstellen. Doch bereits ab dem 27. April 2011 wurde er als ASDT-Vorsitzender von Alberto da Costa vertreten, und bei den parteiinternen Neuwahlen wurde neben Amaral als Vorsitzendem der Tourismusminister Gil da Costa Alves als Exekutiv-Präsident gewählt. Das Oberste Gericht Osttimors widerrief die Wahl aber, da die neue Parteistruktur unzulässig sei. In der Wahlkampfphase verschlechterte sich Amarals Gesundheitszustand. Ende Februar wurde Amaral ins Krankenhaus eingeliefert, weswegen das Nationalparlament Osttimors am 2. März das Wahlgesetz änderte, nach dem sonst beim Tode eines Kandidaten der gesamte Wahlprozess zu wiederholen wäre. Am Morgen des 6. März 2012 erlag Amaral um 8:45 Uhr im Hospital Nacional Guido Valadares (HNGV) seinem Darmkrebsleiden, das 2011 diagnostiziert worden war. In der Nacht wurde der Leichnam im Präsidentenpalast aufgebahrt, damit sich die Bevölkerung verabschieden konnte. Am folgenden Tag wurde Amaral auf dem Heldenfriedhof in Metinaro begraben.

## Familie
Amaral heiratete 1974 Lucia Osório Soares, trennte sich aber bald von ihr. Die Brüder von Soares waren prominente Mitglieder der pro-Indonesien-Partei APODETI. So war José Abílio Osório Soares der letzte von Indonesien entsandte Gouverneur des besetzten Osttimors.

## Ehrungen

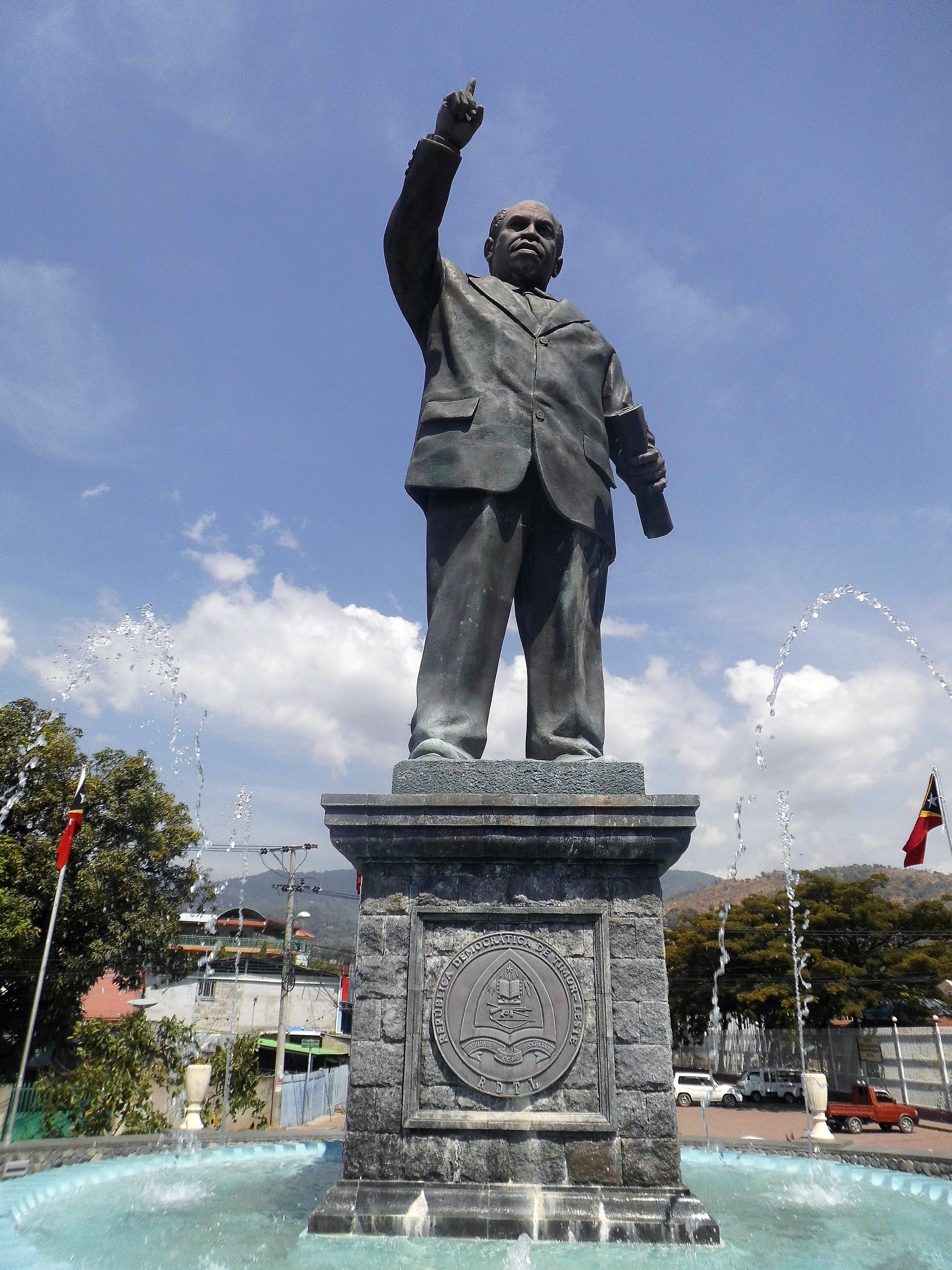
Denkmal von Francisco Xavier do Amaral

Nach Amaral ist die Avenida Xavier do Amaral in Dili benannt. Am 20. Mai 2017, zum 15. Jahrestag der Wiedererlangung der Unabhängigkeit, wurde am Ende der Straße, im Kreisverkehr beim Mercado Municipal eine überlebensgroße Statue Amarals eingeweiht.
Amaral war Träger des Ordem de Dom Boaventura. 2012 wurde ihm posthum die Grand Collar des Ordem de Timor-Leste verliehen.

## Belege

### Hauptbelege
- BBC News: Profile: Francisco Xavier do Amaral, 15. Mai 2002
- Andrea K. Molnar: East Timor: An introduction to the history, politics and culture of Southeast Asia’s youngest nation; Northern Illinois University, Mai 2005